# Antony Johnston
Antony Johnston, né le 25 août 1972 à Birmingham, est un auteur de bande dessinée, de jeu vidéo et de romans. Il est connu pour la série post-apocalyptique Wasteland, pour plusieurs séries publiées chez Image Comics et Marvel et pour le roman graphique The Coldest city, adapté au cinéma en 2017 sous le titre Atomic Blonde.

## Carrière
Johnston a d'abord travaillé comme graphiste. Il a entamé sa carrière d'auteur en travaillant pour des magazines de jeux de rôle. En 2001, il a été un des trois fondateurs du site NinthArt.com, qui avait pour ambition de porter un regard critique sur la bande dessinée. Ses débuts en fiction datent de la même année, avec Frightening Curves, un récit d'horreur illustré par Aman Chaudhary et publié par Cyberosia Publishing.  
En 2006, avec Christopher Mitten chez  Oni Press, il a créé Wasteland, sa série phare, qui a connu 60 livraisons jusqu'à sa conclusion en 2015.

## Œuvres

### Comics
- Antony Johnston et Drew Gilbert, Rosemary's Backpack, Cyberosia Publishing, 2002, 112 p. (ISBN 978-0-9709474-7-5)
- Wasteland, avec Christopher Mitten, Oni Press (2006–2015) :

Fascicules
- Cities In Dust (compile Wasteland #1–6, mars 2007,  (ISBN 978-1-932664-59-1))
- Shades of God  (compile Wasteland #8–13, décembre 2007,  (ISBN 978-1-932664-90-4))
- Black Steel in the Hour of Chaos (compile Wasteland #15–19, décembre 2008,  (ISBN 978-1-934964-08-8))
- Dog Tribe  (compile Wasteland #21-24, Jun 2008,  (ISBN 978-1-934964-17-0))
- Tales of the Uninvited  (compile Wasteland #7, #14, #20, #25, novembre 2009,  (ISBN 978-1-934964-29-3))
- The Enemy Within  (compile Wasteland #26–31, octobre 2011,  (ISBN 978-1-934964-30-9))
- Under the God  (compile Wasteland #33–38, juillet 2012,  (ISBN 978-1-934964-94-1))
- Lost in the Ozone  (compile Wasteland #40–44, mars 2013,  (ISBN 978-1-620100-13-4))
- A Thousand Lies  (compile Wasteland #46–51, janvier 2014,  (ISBN 978-1-620101-18-6))
- Last Exit for the Lost  (compile Wasteland #32, #39, #45, #52, août 2014,  (ISBN 978-1-620101-31-5))
- Floodland  (compile Wasteland #53–60, mars 2015,  (ISBN 978-1-620101-48-3))

Albums cartonnés
- The Apocalyptic Edition, Volume One  (compile Wasteland #1–13, juillet 2009,  (ISBN 978-1-934964-19-4))
- The Apocalyptic Edition, Volume Two  (compile Wasteland #14–25, août 2010,  (ISBN 978-1-934964-46-0))
- The Apocalyptic Edition, Volume Three  (compile Wasteland #26–39, juillet 2013,  (ISBN 978-1-620100-93-6))
- The Apocalyptic Edition, Volume Four  (compile Wasteland #40–52, juin 2014,  (ISBN 978-1-620101-70-4))
- The Apocalyptic Edition, Volume Five  (compile Wasteland #53–60, octobre 2015,  (ISBN 978-1-620102-76-3))

- Daredevil (Marvel Comics) :
  - épisodes 505 à 510 et 512, avec Andy Diggle et Marco Checchetto, avril–novembre 2010, février 2011
  - Cage fight, avec Sean Chen, one-shot, juillet 2010
  - Season one, avec Wellington Alves, one-shot, 2012
- Shadowland Marvel Comics, adapté de l'univers de Daredevil
  - Blood on the Streets (avec Wellington Alves), mini-série, octobre 2010 – janvier 2011
  - After the Fall (avec Marco Checchetto et Roberto De La Torre), février 2011
- Alex Rider, avec Kanako Damerum et Yuzuru Takasaki :
  - Stormbreaker, Walker Books, 2006,  (ISBN 1-84428-111-6)
  - Point Blanc, Philomel Books, 2007,  (ISBN 0-399-25026-3)
  - Skeleton Key, Walker Books, septembre 2009,  (ISBN 1-4063-1348-3)
  - Eagle Strike, Walker Books, juin 2012,  (ISBN 978-1-4063-1877-7)
- Umbral (avec Christopher Mitten, série en cours chez Image Comics, depuis 2013 :
  - Book One: Out of the Shadows (collects Umbral #1–6, mai 2014,  (ISBN 978-1-607069-84-3))
  - Book Two: The Dark Path (collects Umbral #7–12, Feb 2015,  (ISBN 978-1-632152-04-6))
- The Fuse (avec Justin Greenwood, série en cours chez Image Comics, depuis 2014 :
  - Vol 1: The Russia Shift (collects The Fuse #1–6, août 2014,  (ISBN 978-1-632150-08-0))
  - Vol 2: Gridlock (collects The Fuse #7–12, juin 2015,  (ISBN 978-1-632153-13-5))
- Codename Baboushka, avec Shari Chankhamma, chez Image Comics, depuis 2015
- Anthony Johnston et Eduardo Barreto, The Long Haul, Oni Press, 2005, 176 p. (ISBN 978-1-932664-05-8)
- Anthony Johnston et Matthew Loux, F-Stop, Oni Press, 2005, 164 p. (ISBN 978-1-932664-09-6)
- Antony Johnston et Ben Templesmith, Dead Space, Image Comics, 2008, 168 p. (ISBN 978-1-60706-033-8)
- Antony Johnston et Wilson Tortosa, Wolverine : Prodigal Son, Del Rey Manga, 2009, 177 p. (ISBN 978-0-345-50516-3)
- (en) Anthony Johnston (scénariste) et Sam Hart (dessinateur), The Coldest City, Oni Press, 2012, 176 p.
- (en) Anthony Johnston (scénariste) et Steven Perkins (dessinateur), The Coldest Winter, Oni Press, 2016, 176 p.

### Autres

#### Romans
- Frightening Curves, Cyberosia Publishing, 2001, 132 p. (ISBN 978-0-9709474-0-6)
- Dreams of Inan : Stealing Life, Abaddon Books, 2007 (ISBN 978-1-905437-12-2)

#### Essais
- (en) Antony Johnston, « Cassandra Complex Editorials », sur NinthArt.com (version du 15 novembre 2006 sur Internet Archive)
- (en) Antony Johnston, « Getting Things Written », 2007

#### Jeux
- Dead Space (EA Redwood Shores, 2008)
- Dead Space: Extraction (Visceral Games, 2009)
- Dead Space Ignition (Visceral Games and Sumo Digital, 2010)
- Binary Domain (Sega, 2012)
- CSR Racing (Natural Motion, 2012)
- ZombiU (Ubisoft, 2012)
- CSR Classics (Natural Motion, 2013)
- Shadow of Mordor (WB Games, 2014)